# 彷徨

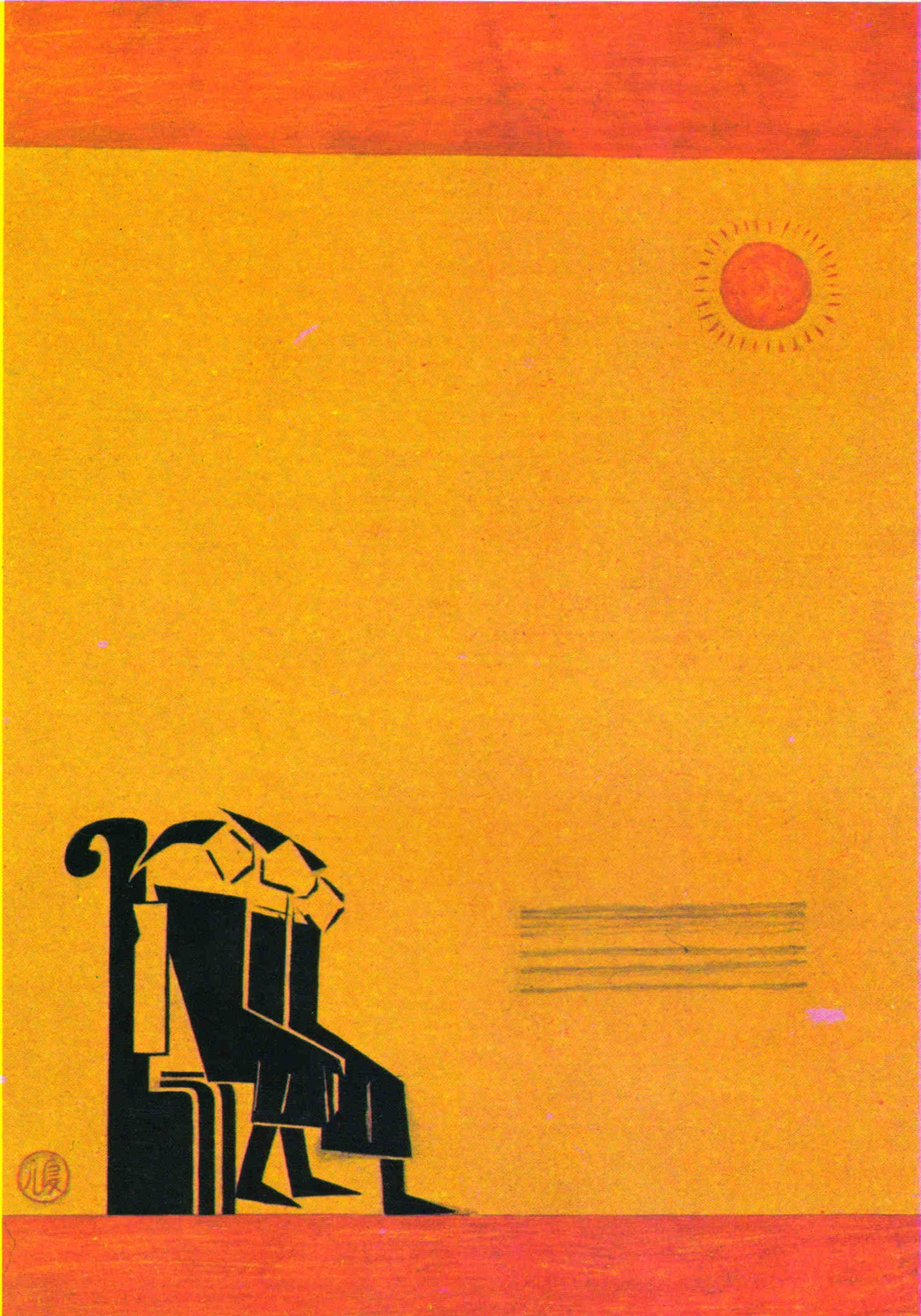
陶元庆设计的《徬徨》封面

《徬徨》是鲁迅的一部短篇小说结集，收录了鲁迅在1924至1925年间所写的短篇小说十一篇。它的短篇小說包括《祝福》《在酒楼上》《肥皂》《幸福的家庭》《高老夫子》《弟兄》《伤逝》等。
《徬徨》1926年由北新书局出版。
《鲁迅全集》，人民文学出版社 第2卷。

## 反映的社會問題
- 中國封建社會殘餘的的沉重陰影，封建禮教對人性的壓抑與摧殘如同“吃人”一般。
- 群眾普遍的愚鈍、麻木。“改造國民性”刻不容緩。
- 知識分子的「悲劇性格」。他們軟弱、短視、松散、個人中心主義,缺乏遠大目標和持久鬥爭精神。[1]